# Simiscincus aurantiacus
Simiscincus aurantiacus là một loài thằn lằn trong họ Scincidae. Loài này được Sadlier & Bauer miêu tả khoa học đầu tiên năm 1997.